# Johann Valentin Francke

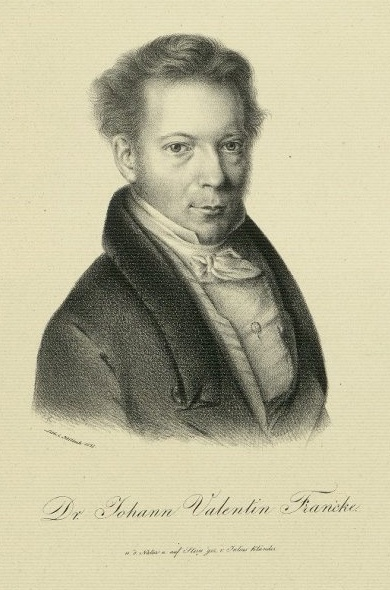
Der Philologe Johann Valentin Franke

Johann Valentin Francke (* 31. März 1792 in Husum; † 24. Septemberjul. / 6. Oktober 1830greg. in Dorpat, Livland) war ein deutscher Klassischer Philologe.

## Leben
Johann Valentin Francke, der Sohn des Theologen Georg Samuel Francke (1763–1840), studierte von 1810 bis 1815 an der Universität Kiel Klassische Philologie, vor allem bei Karl Friedrich Heinrich. Nach Promotion und Habilitation hielt er ab 1815 Vorlesungen an der Universität ab. 1819 ging er als Subrektor an das Gymnasium zu Flensburg. 1821 erhielt er eine ordentliche Professur an der Kaiserlichen Universität Dorpat, die er bis zu seinem frühen Tod im Alter von 38 Jahren innehatte.
Franckes Forschungsarbeit war besonders den griechischen Elegikern (Kallinos, Tyrtaios) und dem römischen Satiriker Juvenal gewidmet. Außerdem verfasste er im Auftrag der Universität Dorpat zahlreiche lateinische und griechische Gelegenheitsgedichte und veröffentlichte die Inschriften, die Otto Friedrich von Richter (1791–1816) im Orient gesammelt hatte.

## Schriften (Auswahl)
- Callinus sive quaestionis de origine carminis elegiaci tractatio critica. Accedunt Tyrtaei reliquiae cum prooemio et critica annotatione. Altona und Leipzig 1816
- Ueber ein Einschiebsel Tribonian’s beim Ulpian, die Verbannung nach der großen Oase betreffend; ein Brief an den Herrn Etatsrath Cramer in Kiel. Kiel 1819
- Examen criticum D. Junii Juvenalis vitae. Altona und Leipzig 1820
- De vita D. Iunii Iuvenalis quaestio altera. Dorpat 1827
- Griechische und lateinische Inschriften, gesammelt von Otto Friedrich von Richter, herausgegeben von Johann Valentin Francke. Berlin 1830